# あいの結婚相談所
『あいの結婚相談所』（あいのけっこんそうだんじょ、Aino Mating Agency Inc.）は、原作：矢樹純・作画：加藤山羊による日本の漫画。『ビッグコミックオリジナル増刊』（小学館）に連載された。
テレビ朝日でテレビドラマ化され、2017年7月から9月まで放送された。

## あらすじ
藍野真伍が所長を務める「藍野結婚相談所」は、入会金200万円、会員は恋愛禁止、成婚率100パーセントを謳う風変わりな結婚相談所。結婚相手を探し入会する男女に、藍野は元動物行動学者の知識を生かして、適格な相手を紹介する。

## 書誌情報
- 加藤山羊（作画）・矢樹純（原作）『あいの結婚相談所』小学館〈ビッグコミックス〉、全4巻
  1. 2014年1月30日発売 ISBN 978-4-09-185859-7
  2. 2014年11月28日発売 ISBN 978-4-09-186657-8
  3. 2016年11月30日発売 ISBN 978-4-09-187577-8
  4. 2017年1月30日発売 ISBN 978-4-09-189344-4

※単行本の収録順は全巻にわたって雑誌掲載順と入れ替えがある。

## テレビドラマ
2017年7月28日から9月1日まで、毎週金曜日23時15分 - 翌0時15分に、テレビ朝日系「金曜ナイトドラマ」枠で放送された。主演は山崎育三郎。
ロケ地は神奈川県横浜市。

### キャスト
藍野 真伍（あいの しんご）
演 - 山崎育三郎
シスター・エリザベス / 猪田 花子（いのだ はなこ）
演 - 高梨臨
真壁 男夢（まかべ あだむ）
演 - 中尾暢樹
橘 シャーロット 麻理子（たちばな シャーロット まりこ）
演 - 山賀琴子
都築 賢一郎（つづき けんいちろう）
演 - 鹿賀丈史
土師野 郁江（はしの いくえ）
演 - 前田美波里
金城 麗美
演 - 中村アン

### ゲスト

#### 第1話
- 横田 和之 - 加藤晴彦[4]
- 中野 瑞絵 - 市川由衣[4]
- 秋山 里子 - 小沢真珠[4]

#### 第2話
- 園田 有希 - 釈由美子[5]
- 奥崎 亮輔 - 柏原収史

#### 第3話
- 小津 祥子 ‐ 内山理名[6]
- 奈良 一雄 - 金井勇太

#### 第4話
- 長峰 路子 - 谷村美月[7]
- 美濃 大悟 - 大東駿介

#### 第5話
- 御子柴 亜美 - 中村静香[8]
- 磯山 昌尚 - 石黒英雄[8]

#### 最終話
- 澤峰 香奈 - 黒川智花[9]
- 長田 達夫 - 本多力
- 澤峰 あかり - 山村紅葉[9]
- 澤峰 睦行 - おかやまはじめ
- 児島 修二 - 陳内将

### スタッフ
- 脚本 - 徳尾浩司、矢島弘一、清水友佳子
- 演出 - 星野和成、小松隆志、竹園元（テレビ朝日）
- 音楽 - 金子隆博
- 主題歌 - 山崎育三郎「Congratulations」「あいのデータ」[2]
- 選曲 - 石井和之
- 音響効果 - スワラ・プロ
- 技術協力 - バスク
- 美術協力 - テレビ朝日クリエイト
- ポスプロ - ブル
- プロデューサー - 竹園元（テレビ朝日）、川島誠史（テレビ朝日）、木曽貴美子（MMJ）
- 製作 - テレビ朝日、MMJ

### 放送日程
| 各話                                           | 放送日  | サブタイトル                             | ラテ欄                                                 | 脚本                | 監督     |
| ---------------------------------------------- | ------- | ---------------------------------------- | ------------------------------------------------------ | ------------------- | -------- |
| 第1話                                          | 7月28日 | 成婚率100%!? 毒舌ヒーローが男女を結ぶ!   | 史上初!! 婚活ミステリー登場                            | 徳尾浩司            | 星野和成 |
| 第2話                                          | 8月04日 | 運命の人はストーカー男!?                 | 運命の相手はストーカー!? 200人に狙われた美女!!         | 徳尾浩司            | 星野和成 |
| 第3話                                          | 8月11日 | 新旧アイドル壮絶バトル!!                 | 母に捨てられた女優涙の結末                             | 矢島弘一            | 小松隆志 |
| 第4話                                          | 8月18日 | 修羅場の女子マラソン! 花嫁ランナーVS悪女 | 花嫁VS悪女! 殺意のマラソン                             | 徳尾浩司            | 小松隆志 |
| 第5話                                          | 8月25日 | 婚活荒らし登場! 衝撃の結末!              | 婚活荒らし!? セレブ6股女の秘密… イケメン僧侶の大逆襲!! | 徳尾浩司            | 星野和成 |
| 最終話                                         | 9月01日 | 花嫁逃亡!? 「愛」の結末!!                | 東京〜仙台350キロ愛 101回目のプロポーズ感動結末        | 清水友佳子 徳尾浩司 | 竹園元   |
| （視聴率はビデオリサーチ調べ、関東地区・世帯） |         |                                          |                                                        |                     |          |

- 8月11日、8月18日は「熱闘甲子園」放送のため30分繰り下げ。